# Auditorium Oscar Niemeyer
L'Auditorium Oscar Niemeyer è un complesso ad uso musicale situato a Ravello e progettato dall'omonimo architetto brasiliano.

## Storia
L'idea di costruire un auditorium a Ravello fu presa per prolungarne la stagione musicale  e per potenziare il richiamo turistico della città oltre la stagione estiva, fornendo una sede stabile e coperta alle annuali manifestazioni ravellesi di musica classica.
Sulla scia di questa intenzione, in data 4 agosto 2003, fu stipulato un Accordo di programma tra Comune di Ravello, Regione Campania e Comunità Montana Penisola Amalfitana finalizzato alla realizzazione dell’auditorium.
Una serie di casi favorevoli, come l’amicizia dell'allora presidente della Fondazione Ravello, Domenico De Masi con l’architetto brasiliano Niemeyer, consentì di chiedere a quest’ultimo il progetto dell’auditorium.

## Il progetto
Il progetto si basa su di un bozzetto dell'edificio del 23 settembre 2000 dello studio di Oscar Niemeyer a Rio de Janeiro (Brasile). L'architetto locale che ha eseguito l'effettivo progetto è lo studio italiano Alvisi Kirimoto + Partners.

## La costruzione
I lavori incominciarono a ottobre 2008 e si conclusero nel gennaio 2010. L'inaugurazione ebbe luogo il 29 gennaio 2010 alla presenza del presidente della regione Campania Antonio Bassolino.
Il 31 gennaio si svolse il primo concerto nell'auditorium, aperto da Lucio Dalla.

## Ospiti
Per la sua inaugurazione, oltre a Lucio Dalla, furono ospiti dell'Auditorium l'Escola do Teatro Bolshoi no Brasil, il coro del teatro San Carlo di Napoli, il sassofonista Nicola Alesini e il violinista Salvatore Accardo. 
A settembre dello stesso anno 2010 prima vi si radunarono molti magistrati italiani per il Convegno degli Avvocati e Magistrati Italiani, organizzato dalla La.P.E.C. e in seguito il direttore d'orchestra Roman Vlad vi ricevé il premio Wagner. Il 12 e il 13 si è esibì Toni Servillo con lo spettacolo Sconcerto.

## Critiche ambientali

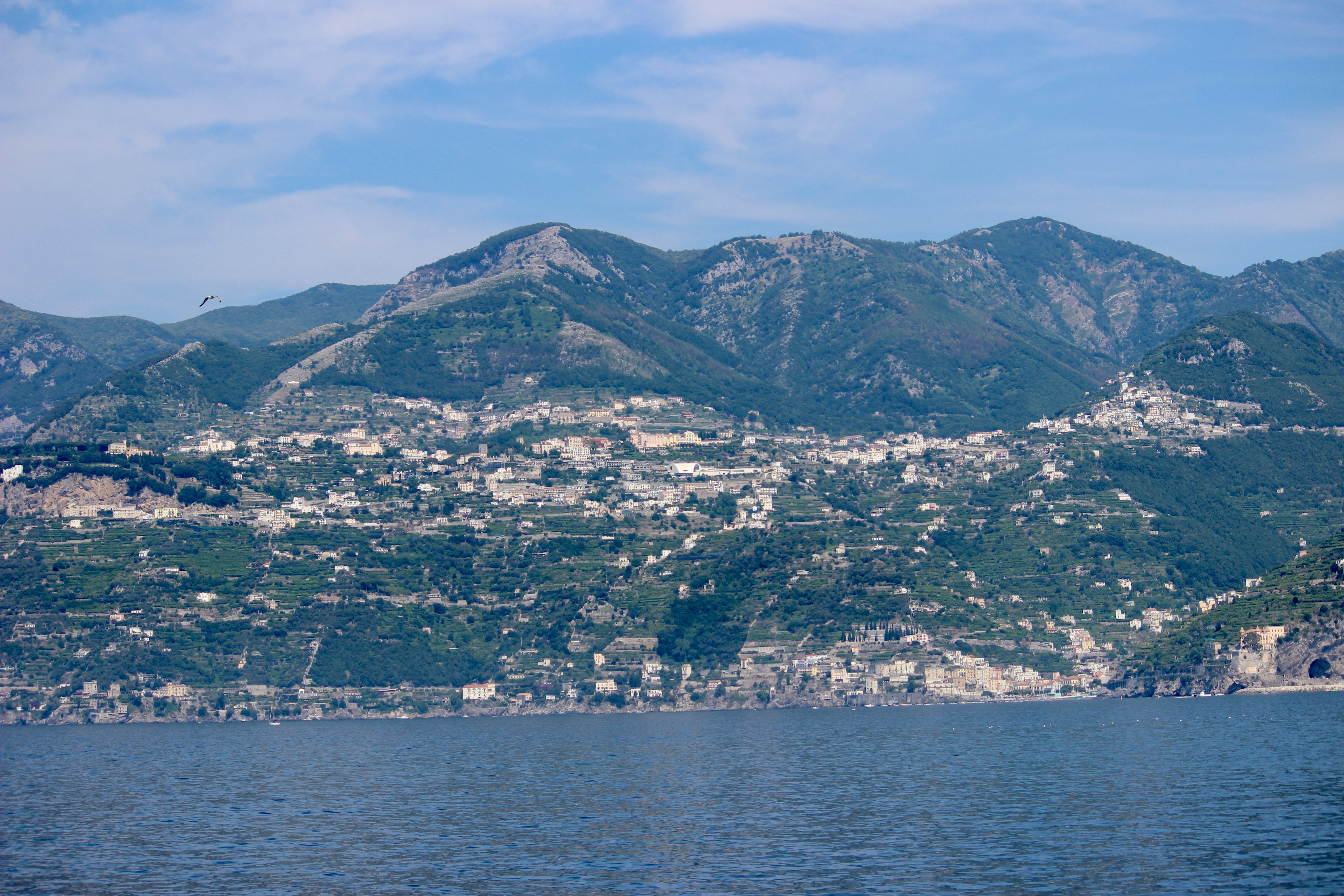
Ravello
Panorama della costa e Auditorium

L'architetto brasiliano Niemayer non venne mai a Ravello e quindi progettò le dimensioni e l'inserimento stesso dell'edificio senza conoscere il circostante contesto ambientale di Ravello e di questo mirabile luogo.
La costruzione dell'auditorium fu oggetto di critiche mosse dall'associazione ONLUS per la difesa dei beni culturali, artistici e ambientali Italia Nostra, che definì l'auditorium un "abuso edilizio".
Pochi mesi dopo l'apertura nel maggio 2010 l'auditorium risultò a rischio chiusura a causa di una controversia gestionale che portò all'interrogazione parlamentare di due deputati del PD, Ermete Realacci e Tino Iannuzzi al ministro per i Beni e le Attività Culturali, Sandro Bondi e al ministro per le Politiche Europee, Andrea Ronchi.
Anche il senatore del PDL Franco Cardiello chiese un'interrogazione parlamentare al ministro per i Beni e le Attività Culturali, Sandro Bondi e al presidente del consiglio Silvio Berlusconi.
Il 20 dicembre 2010 l'Unione europea chiese spiegazioni, dopo aver già elargito 5 milioni di euro sui 16 totali, dato che nell'auditorium s'erano svolti solo due concerti e poi, nel 2010, era rimasto quasi sempre chiuso.
Nel 2011 vennero riscontrate crepe ed infiltrazioni di umidità nella struttura.